# Myrcia amoena
Myrcia amoena là một loài thực vật có hoa trong Họ Đào kim nương. Loài này được Pilg. mô tả khoa học đầu tiên năm 1901.